# Schückova vila
Vila Alexandra Schücka je rodinná vila v Praze 7-Troji, která stojí v ulici Nad Kazankou. Od 25. srpna 2003 je chráněna jako nemovitá kulturní památka České republiky.

## Historie
Funkcionalistická vila byla postavena v letech 1928–1929 podle návrhu architektů Ernsta Mühlsteina a Viktora Fürtha pro Alexandra Schücka, velkoobchodníka a průmyslníka, od roku 1912 spoluvlastníka pekárenského impéria Fr. Odkolek, a.s., Vysočany. Stavbu realizovala firma Václava Haase, okolní zahradu navrhl Otokar Fierlinger.
V 70. letech 20. století bydlel ve vile Gustáv Husák. Od roku 2019 je vila ve vlastnictví Městské části Praha-Troja a je využívána jako rezidence Korejské republiky.

## Popis
Dvoukřídlá dvoupatrová podsklepená vila má terasovité uspořádání. Fasáda je hladká, horizontálně členěná balkony, verandou a terasami. Podezdívka je obložena opukou.